# Gustavo Wilches
Wilches  Tumbia est un nom espagnol. Le premier nom de famille, en général paternel, est Wilches ; le second, en général maternel, souvent omis, est Tumbia.
Gustavo Wilches Tumbia est un coureur cycliste colombien, né le 23 août 1962 à Facatativá (département de Cundinamarca).

## Repères biographiques

### L'éclosion
En 1982, à l'âge de dix-neuf ans, courant sous le maillot de la "Cooperativa de la Licorera", Gustavo Wilches remporte la II Clásica de la Independencia. Travaillant dans le bâtiment, il avait dû interrompre ses études en raison de difficultés financières. Au-delà des ses aspirations sportives, Gustavo espérait pouvoir achever son baccalauréat.
Puis son nom réapparait en haut des classements de courses de niveau départemental au dernier trimestre 1984,. En 1985, il dispute pour la première fois les deux grandes compétitions nationales colombiennes, le Tour de Colombie et le Clásico RCN de manière anonyme.

### 1990: l'année de toutes les victoires
Dans l'ombre de son frère Pablo, coureur au palmarès national fourni et ayant couru en Europe chez Splendor, Gustavo est pourtant le seul des quatre frères Wilches conservé chez Postobón, pour la saison 1990. Malgré des résultats en-deçà de ses frères, la direction de la formation justifie sa décision par le fait qu'il soit le plus travailleur de tous. De simple gregario, reconnu pour ses qualités d'équipier fidèle, il devient un habitué des podiums. Vierge de résultats en 1988 et 1989, le troisième de l'édition 1987 du Tour de Colombie (et meilleur amateur de la compétition), s'adjuge la Clásica cíclistica del Café en début de saison.
Après avoir concédé seulement six secondes lors du prologue, Wilches prend la tête de l'épreuve à la suite de sa victoire dans la première étape. Considéré bon contre la montre, il réussit à préserver huit secondes face à son coéquipier Héctor Patarroyo (es) pour s'adjuger son premier succès significatif de sa carrière,.
Quarante jours après, il remporte la XII Clásica "Texaco" de Antioquia après avoir fini une semaine avant sur le podium de la Clásica "Texaco" de Cundinamarca. Gustavo Wilches arrive au départ du Clásico RCN comme simple équipier d'Álvaro Mejía. Lors de l'ascension de l'Alto de La Línea (es), il dépossède son leader de la première place au classement général de la course. Puis à la veille de l'arrivée, la presse pense que Mejía peut reprendre la main dans le contre-la-montre au programme. Mais Gustavo fait fructifier ses 49 secondes d'avance en remportant l'étape avec 1 min 21 s sur son frère Pablo. Il assoit ainsi définitivement son pouvoir sur la course qu'il remporte le lendemain.
Il arrive au Tour de Colombie avec le statut d'un des favoris. Grâce au contre-la-montre par équipes de la première étape, Gustavo et ses coéquipiers prennent déjà une avance sur leurs adversaires. Dans l'ombre de son coéquipier Reynel Montoya, leader de l'épreuve jusque là, Wilches, à la faveur du contre-la montre en ascension de la dixième étape, prend la tête de la compétition. Son coéquipier Héctor Patarroyo (es) le suit à vingt-trois secondes seulement et semble meilleur que lui dans les contre-la-montre alors que la compétition se termine par un "chrono" de 39 kilomètres dans Bogota. Mais Wilches le repousse à quatorze secondes de plus et réussit le doublé Clásico RCN - Tour de Colombie.
Puis il se rend en Europe pour disputer le Tour d'Espagne 1990. Considéré comme un vainqueur potentiel, il le quitte prématurément totalement épuisé.

### 2001: trafic de stupéfiants
Après sa carrière sportive, Gustavo Wilches refait la Une de la presse lorsqu'en juin 2001, il est arrêté à l'aéroport international El Dorado de Bogota avec quarante capsules d'héroïne dans l'estomac. Il tentait de rejoindre Mexico par avion. Dix jours plus tard, il est l'objet d'une mesure de détention préventive, sans possibilité de remise en liberté, pour le délit de narcotrafic. Au mois de septembre suivant, il est condamné par la justice colombienne à cinquante-deux mois d'emprisonnement.

## Palmarès
- 1985
  - 5e étape secteur B de la Clásica de Cundinamarca[24]
- 1986
  - 9e étape du Tour de Colombie[25]
  - Prologue de la Clásica Carmen de Viboral[26]
  - 3e de la Clásica Boyacá[27]
  -  Médaillé de bronze des 100 km contre-la-montre aux Jeux d'Amérique centrale et des Caraïbes[28]
- 1987
  - 3e du Tour de Colombie
- 1990
  - Tour de Colombie
  - Clásico RCN : 
    - Classement général
    - 8e étape

  - Clásica cíclistica del Café : 
    - Classement général[9]
    - 1re étape[8]

  - Clásica de Antioquia
    - Classement général[11]
    - 1re[29] et 3e étapes[30]

  - 3e de la Clásica de Cundinamarca[12]
- 1991
  - 8e étape du Clásico RCN
  - 2e de la Clásica del Tolima
- 1993
  - Vuelta a Chiriquí
- 1994
  - 2e du Tour du Costa Rica

## Résultats sur lesgrands tours

### Tour d'Espagne
2 participations.
- 1988 : hors-délai lors de la 7e étape.
- 1990 : abandon lors de la 7e étape[31].